# Валя-Міке (Клежа, Бакеу)
Валя-Міке (рум. Valea Mică) — село у повіті Бакеу в Румунії. Входить до складу комуни Клежа.
Село розташоване на відстані 227 км на північ від Бухареста, 20 км на південь від Бакеу, 98 км на південний захід від Ясс, 136 км на північний захід від Галаца, 131 км на північний схід від Брашова.

## Населення
За даними перепису населення 2002 року у селі проживали 770 осіб, усі — румуни. Усі жителі села рідною мовою назвали румунську.